# بزرگراه شانگهای-چونگ‌کینگ

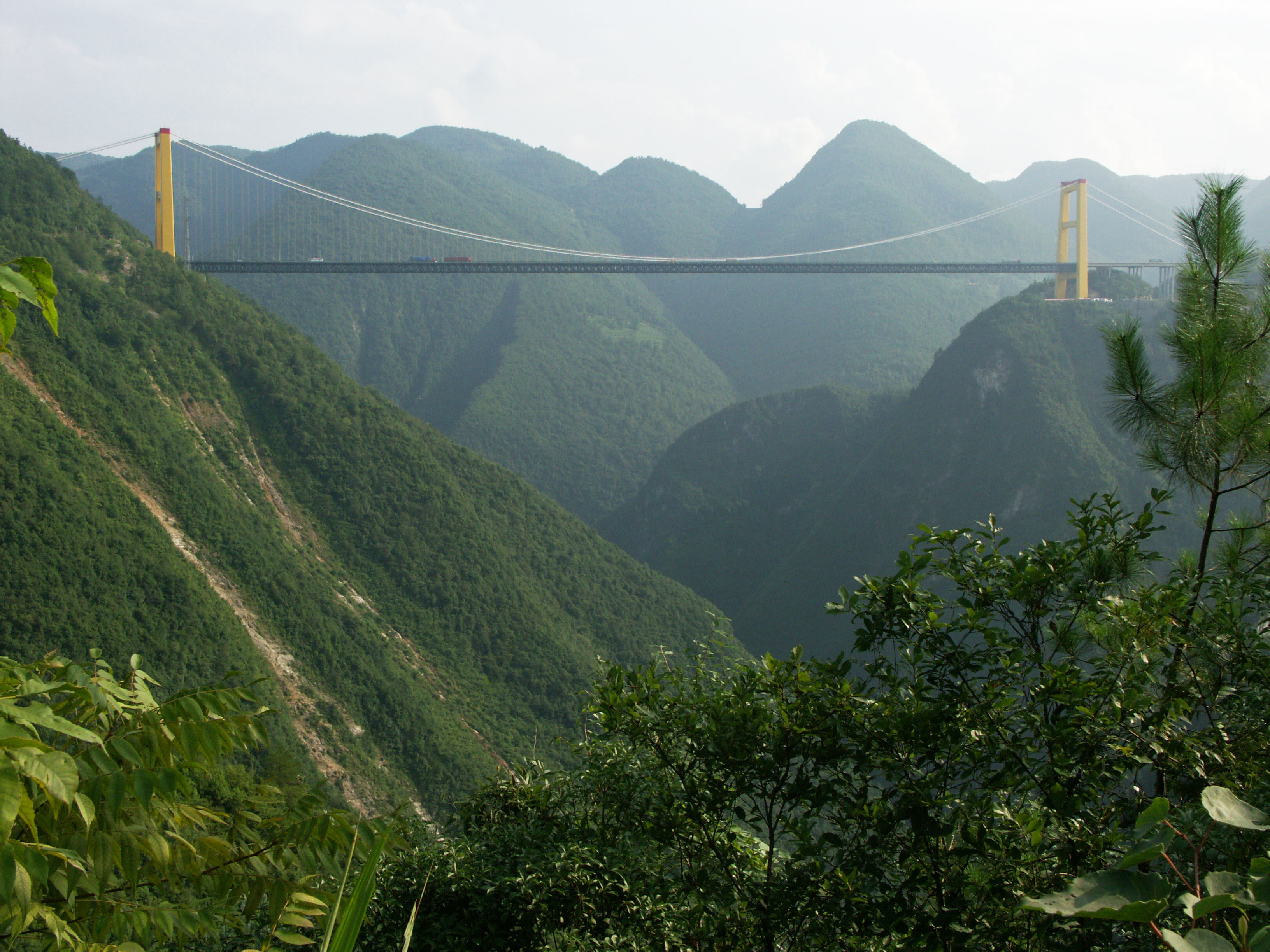
پل رودخانه سیدو در بزرگراه G50

بزرگراه شانگهای – چونگ کینگ که با عنوان‌های جی۵۰ و همچنین بزرگراه هویو نیز شناخته می‌شود یک بزرگراه شرق به غرب است که شهرهای شانگهای، چین را در دلتای رود یانگ تسه و چونگ‌کینگ در غرب چین به هم متصل می‌کند. این بزرگراه از شش استان و شهرستان می‌گذرد و در مجاورت شهرهای بزرگی مانند ووهو، آنکینگ، ووهان و ییچانگ قرار دارد. این بزرگراه تقریباً موازی با بزرگراه جی۴۲ شانگهای-چنگدو که در جنوب آن واقع شده‌است.
این شاهراه از تقاطع حلقه بیرونی هوینگپینگ در نزدیکی فرودگاه بین‌المللی شانگهای هونگچیائو شروع می‌شود و در آنجا با بزرگراه اس۲۰ در شانگهای برخورد می‌کند و به یک تقاطع در منطقه جیانگ بی ختم می‌شود و به بزرگراه بزرگراه جی۷۵ می‌پیوندد.
این بزرگراه به طول کامل ۱۹۰۰ کیلومتر طول دارد.